# Jonny Flynn
Jonny William Flynn (Niagara Falls, Nova Iorque, 6 de fevereiro de 1989), conhecido simplesmente como Jonny Flynn, é um jogador profissional de basquetebol norte-americano que atua como Armador.  Flynn foi selecionado com a 6ª escolha no Draft de 2009, pelos Timberwolves.

## Carreira
Jogou em Minnesota por dois anos sendo trocado para o Houston Rockets em 2011. Em 2012, foi envolvindo em uma troca que o levou para o Portland Trail Blazers. Na temporada 2012/13, Flynn jogou pelos Melbourne Tigers na Liga Australiana. Em 2014, jogou na Itália pelo Orlandina Basket.

## Estatísticas na NBA

### Temporada regular
| Ano     | Equipe    | PJ  | PT | MPP  | %TC  | %3P  | %TL  | RPP | APP | ROB | TPP | PPP  |
| ------- | --------- | --- | -- | ---- | ---- | ---- | ---- | --- | --- | --- | --- | ---- |
| 2009-10 | Minnesota | 81  | 81 | 28.9 | .417 | .358 | .826 | 2.4 | 4.4 | 1.0 | .0  | 13.5 |
| 2010-11 | Minnesota | 53  | 8  | 18.5 | .365 | .310 | .762 | 1.5 | 3.4 | .6  | .1  | 5.3  |
| 2011-12 | Houston   | 11  | 0  | 12.3 | .293 | .222 | .786 | .7  | 2.5 | .3  | .1  | 3.4  |
| 2011-12 | Portland  | 18  | 1  | 15.6 | .378 | .320 | .720 | 1.7 | 3.8 | .2  | .1  | 5.2  |
| Total   | Total     | 163 | 90 | 22.9 | .400 | .338 | .809 | 1.9 | 3.9 | .8  | .0  | 9.2  |